# Julio Faustino Martínez
Julio Faustino Martínez Martínez (Oyón, Álava, 1 de octubre de 1933-Pamplona, 30 de octubre de 2020) fue un empresario, emprendedor y bodeguero español. Presidente del Grupo Faustino.

## Biografía
Hijo único del bodeguero Faustino Martínez. Tras estudiar en el colegio de los Escolapios de la capital riojana, se incorporó a la empresa familiar.
En 1953 se hace cargo de Bodegas Faustino. Comienza a revitalizar la empresa a través de diversas innovaciones, que le llevan en 1960 a exportar fuera de España su producción vinícola, internacionalizando la empresa. En 2020, el Grupo Faustino está presente en más de 140 países, siendo Faustino, el Gran Reserva de Rioja más vendido en el mundo.
Casado con María Pilar Zabala. Ella fue, según decía él, “su gran talismán junto con su padre”. Años después contrajo matrimonio de segundas nupcias con María Cruz Lizarazu Bengoechea, madre de tres hijos y viuda de Don Julio.
En 1990 concluyó, junto con sus hijos, la construcción de Bodegas Campillo, en Laguardia (DO La Rioja), que fue la precursora del enoturismo en La Rioja. También diversificó sus bodegas, haciendo entrar a otras denominaciones de origen: Bodegas Leganza y Finca Los Trenzones (DO La Mancha), Bodegas Valcarlos (DO Navarra), y Bodegas Portia (DO Ribera de Duero), con una bodega diseñada por Norman Foster.
En 2013 se dictó una sentencia judicial que puso fin a un contencioso que había enfrentado a diversos miembros de su familia años atrás. Como resultado de ello, el accionariado quedó dividido en dos bloquesː el de Julio Faustino, con el 46 % del capital; y el resto, dividido entre sus hijosː Carmen Martínez, Lourdes Martínez, Pilar Martínez, Carmelo Martínez y José Miguel Martínez (fallecido en 2017), que recibieron 45 millones de euros cada uno.
En 2020, el Grupo Faustino cuenta con casi dos mil hectáreas de viñedo, siete bodegas y está implantado en cinco zonas de denominación de origen, fundamentalmente DOC Rioja (bodegas Faustino, Campillo y Marqués de Vitoria). Según la revista Forbes, en 2019 era la segunda fortuna personal más importante de La Rioja con un patrimonio estimado de 190 millones de euros.

## Premios
Ha sido galardonado con diversos premios, entre los que destacan:
- Encomienda al Mérito Agroalimentario del Ministerio de Agricultura[6]
- Premio Gran Emprendedor del Gobierno Vasco y la Diputación Foral de Álava (2005).[7]